# 南广铁路
南宁至广州铁路，简称南广铁路，是连接中国广西壮族自治区南宁市与广东省广州市的以客运为主、客货共线的铁路干线，由中国铁路南宁局集团和中国铁路广州局集团管轄。工程2008年11月9日起动工，2014年4月18日广西段竣工通车，同年12月26日全线通车。由铁道部与广西壮族自治区政府、广东省政府合资建设，总投资约410亿元。

## 历史背景
广西壮族自治区、广东省毗邻而居，两省区间的产业合作、经贸往来、人员交流由来已久，因此自古便有“共饮一江水、两广一家亲”之说。经济发展，交通先行。然而2014年之前，两广省会与首府间仍未有一条直通的铁路线。由广西南宁出发，先途經贵港及玉林，再向南绕经茂名、肇庆及佛山才到达广州，全程800多公里，需要耗时13个多小时。单线、绕行、旅途时间长等铁路因素，一定程度上制约了两省区间经济社会的进一步深度融合。南广铁路的开通运营，有效补充了铁路交通通道能力方面的不足，由南宁横向穿过贵港、梧州、肇庆直达广州，570公里的运输距离较过去缩短230公里，旅途时间压缩8小时，大大节约了人们出行的时间成本，同时为两广加快区域经济一体化建设提供了一条人流、物流、资金流快速交换通道。

## 建设进程
- 2008年11月9日动工。
- 2009年10月10日，首座隧道贯通。
- 2011年6月22日，南广铁路关键控制性工程——花培岭隧道提前贯通，成为南广铁路全线四大控制性工程中第一座提前贯通的隧道，是南广铁路建设的里程碑。[3]
- 2012年5月22日，南广铁路松根隧道顺利贯通，松根隧道位于广东省云浮市郁南县建城镇与宝珠镇交界处，全长3123米。
- 2014年3月4日，南廣鐵路北嶺山隧道順利貫通，它是南廣鐵路線上最后一座貫通的隧道，北嶺山隧道位於廣東省肇慶境內，全長12438米，是南廣鐵路全線最長的一座隧道。[4]
- 2014年4月18日，南广铁路广西段开通。南宁到梧州南仅需2小时半。[5]
- 2014年7月7日，梧州至肇庆段铺接到肇庆东站，南广铁路实现全线贯通。[6]
- 2014年11月8日，南广铁路最后一段进入全线联调联试，为14年年底全线通车奠定基础。[7]
- 2014年12月26日，南广铁路全线通车。[8]

## 路线
铁路走向沿珠江水道的西江方向，从南宁市出发，与柳南城际铁路并行至宾阳县黎塘镇后向东延伸，经贵港，跨郁江，过桂平、平南、藤县至梧州进入广东，经郁南、云浮至肇庆肇庆东站后与贵广线一起平行延伸至广州南站。全长576公里，其中广西境内349公里，广东境内227公里。
南广铁路设站分别为：南宁、南宁东、五塘、宾阳、覃塘北、根竹、贵港、厚禄、桂平、平南南、藤县、梧州南、郁南、南江口、云浮东、肇庆西、肇庆东、三水南、佛山西、广州南。其中五塘、覃塘北、根竹、厚禄和肇庆西不办理客运业务。

### 车站
| 车站名称 | 所在区域       | 所在区域 | 所在区域 | 启用日期       | 规模     | 连接铁路                                                      | 城市轨道交通换乘路线                                     |
| -------- | -------------- | -------- | -------- | -------------- | -------- | ------------------------------------------------------------- | -------------------------------------------------------- |
| 南广铁路 |                |          |          |                |          |                                                               |                                                          |
| 南宁站   | 广西壮族自治区 | 南宁市   | 西乡塘区 | 1951年         | 7台14线  | 南昆客运专线 湘桂铁路 南昆铁路 南防铁路 柳南城际铁路 南凭铁路 | 南宁轨道交通1号线 南宁轨道交通2号线                      |
| 南宁东站 | 广西壮族自治区 | 南宁市   | 青秀区   | 2014年12月26日 | 13台30线 | 南钦铁路 柳南城际铁路 贵南客运专线 南珠高速铁路               | 南宁轨道交通1号线                                        |
| 宾阳站   | 广西壮族自治区 | 南宁市   | 宾阳县   | 2015年3月6日   | 4台10线  | 柳南城际铁路                                                  |                                                          |
| 贵港站   | 广西壮族自治区 | 贵港市   | 港北区   | 1956年         | 4台8线   | 黎湛铁路                                                      |                                                          |
| 桂平站   | 广西壮族自治区 | 贵港市   | 桂平市   | 2014年4月18日  | 3台7线   |                                                               |                                                          |
| 平南南站 | 广西壮族自治区 | 贵港市   | 平南县   | 2014年4月18日  | 2台5线   |                                                               |                                                          |
| 藤县站   | 广西壮族自治区 | 梧州市   | 藤县     | 2014年12月26日 | 2台5线   |                                                               |                                                          |
| 梧州南站 | 广西壮族自治区 | 梧州市   | 龙圩区   | 2014年4月18日  | 5台10线  |                                                               |                                                          |
| 郁南站   | 广东省         | 云浮市   | 郁南县   | 2014年12月26日 | 2台5线   |                                                               |                                                          |
| 南江口站 | 广东省         | 云浮市   | 郁南县   | 2014年12月26日 | 2台4线   |                                                               |                                                          |
| 云浮东站 | 广东省         | 云浮市   | 云安区   | 2014年12月26日 | 2台6线   |                                                               |                                                          |
| 肇庆东站 | 广东省         | 肇庆市   | 鼎湖区   | 2015年1月26日  | 5台14线  | 贵广客运专线 鼎湖东站： 广肇城际铁路                          |                                                          |
| 三水南站 | 广东省         | 佛山市   | 三水区   | 2014年12月26日 | 3台8线   | 贵广客运专线                                                  |                                                          |
| 佛山西站 | 广东省         | 佛山市   | 南海区   | 2017年8月18日  | 10台23线 | 贵广客运专线 广肇城际铁路                                     | 佛山地铁3号线                                            |
| 广州南站 | 广东省         | 广州市   | 番禺区   | 2010年1月30日  | 15台28线 | 京广高速铁路 贵广客运专线 廣深港高速鐵路 广珠城际铁路         | 广州地铁2号线 广州地铁7号线 广州地铁22号线 佛山地铁2号线 |

## 主要技术标准
南广铁路按双线电气化标准建设，设计时速250公里，初期运营时速200公里。2019年7月10日起恢复设计时速250公里运行。
- 铁路等级：国铁Ⅰ级；
- 正线数目：双线；
- 旅客列车设计行车速度：250km/h；
- 最小曲线半径：3500m；
- 限制坡度：南宁至贵港12‰，贵港至广州南6‰；
- 到发线有效长度：850m，只办理客车的车站650m；
- 牵引种类：电力牵引；
- 牵引质量：4000t；
- 闭塞方式：自动闭塞；
- 建筑限界：满足开行双层集装箱列车运输要求。

## 现状
南广铁路自2014年12月26日全线开通运营以来，客流持续处于旺盛的状态。铁路客流统计数据显示，南广铁路全线营运仅18天，已累计运送旅客69.5万人次，动车全程客座平均利用率达到92.5%，位居全国营运中各条高铁路线前列。2015年春运期间，部分原先结伴骑摩托车从广东返回广西的民工改乘南广动车组列车返乡，此后广铁集团更连续多年为广西籍在粤务工人员开行摩托大军返乡专列。南广线与2016年开通的南昆客运专线组成广昆通道。
南广线上开行的列车以普通动车组列车为主，但亦有三对前往深圳北和一对前往香港西九龙的跨线高速动车组列车。

## 长远发展
根据规划，南广铁路将直接接入东盟的泛亚铁路网络，届时，从广州坐火车出发，经广西可前往老挝、泰国、新加坡等国家。
南广铁路是《中长期铁路网规划》的重点项目。这条铁路能够在中国西南、华南间形成一条最便捷、最快速的铁路运输通道，把北部湾经济区与珠三角地区更加紧密地联系在一起。并将形成由中国东南沿海通往东盟国家的国际运输大通道，加强中国与东盟国家间的经贸等各领域的交流与合作。南广铁路通车后，旅客可直接从广州乘车至越南，最终组成泛亚铁路东线方案，连接到新加坡。